# Tithe
Tithe, romance lançado por Holly Black em 2002.

## Sinopse
Tithe é descrito como um conto de fadas moderno. A heroína, Kaye Fierch, tem dezesseis anos e vive com a mãe roqueira, Ellen, na Filadélfia. Quando um acontecimento inesperado - uma tentativa de assassinato contra Ellen pelas mãos do próprio namorado, Lloyd - obriga mãe e filha a retornarem à cidade natal, Nova Jersey, Kaye reencontra muito mais do que seus amigos de infância, mas seus outros amigos - as estranhas fadas e duendes que, quando pequena, ninguém acreditava que ela realmente pudesse ver.

## Personagens
Kaye Fierch - A protagonista, uma fada criada entre humanos sem ter o menor conhecimento. Quando criança, era constantemente visitada por criaturas mágicas, mas não havia quem acreditasse que não eram meros amigos imaginários.
Roiben - Um cavaleiro do mundo das fadas que Kaye encontra por acidente. Quando Roiben é ferido, é Kaye quem o ajuda a se recuperar. Por seu gesto, ela recebe a oportunidade de fazer três perguntas que só podem ser respondidas com a verdade. Desta forma, Kaye consegue descobrir o nome completo de Roiben, o que o coloca inesperadamente sob o domínio da garota.
Janet - A melhor amiga de Kaye. Vive em um trailer com a família e se ressente quando o namorado, Kenny, desenvolve uma paixão violenta por Kaye. Considera as histórias sobre as fadas esquisitices.
Corny - Ou Cornelius, irmão de Janet e a única pessoa que se aventura com Kaye no mundo das fadas. Quando o vemos pela primeira vez, Corny é deslocado e irritadiço, desiludido com uma vida sem emoções. Mais tarde, forma uma ligação estranha com um dos cavaleiros da Corte Digna, Nephanael.